# Alger County
Alger County er et county i den amerikanske delstat Michigan. Alger County ligger på den nordlige halvø (Upper Peninsula) ved Øvresøen (Lake Superior) og grænser op til Luce County i øst, Schoolcraft County i sydøst, Delta County i syd mod Marquette County i vest.
Alger Countys totale areal er 13.077 km² hvoraf 10.700 km² er vand. I 2000 havde Alger County 9.862 indbyggere. Administrativt centrum er byen Munising. 
Alger County blev grundlagt i 1885 ved udskillelse fra Schoolcraft County. Alger County er opkaldt efter guvernør og senator Russel A. Alger. 

## Demografi
Ved folketællingen i 2000 boede der 9.862 personer i Alger County. Der var 3.785 husstande med 2.585 familier. Befolkningstætheden var 4 personer pr. km². Befolkningens etniske sammensætning var 87,81% hvide og 6,11% afroamerikanere. 
Der var 3.785 husstande, hvoraf 27,00% havde børn under 18 år boende. 57,00% var ægtepar, som boede sammen, 7,60% havde en enlig kvindelig forsøger som beboer, og 31,70% var ikke-familier. 26,80% af alle husstande bestod af enlige, og i 12,60% af tilfældene boede der en person, som var 65 år eller ældre.
Gennemsnitsindkomsten for en husstand var $35.892 årligt, mens gennemsnitsindkomsten for en familie var på $42.017 årligt.